# Simsalabim (musikalbum)
Simsalabim är ett musikalbum utgivet 1976 av den svenska gruppen Gimmicks.

## Spellista
1. De' är väl skönt med romantiken
2. Caesar
3. Ledsen är jag nästan jämt
4. Vår jord är en stjärna
5. Vintern är här igen
6. Visst är du kär
7. Boogie Woogie Charlie
8. Simsalabim
9. I min ensamhet
10. När solen sjunker i väster
11. Drömmen blev sann

## Gruppmedlemmar
- Anita Strandell
- Diana Nuñez
- Kåre Ström
- Valdemar Haijer
- Jerry Stensen
- Mats Björklund
- Björn Inge

## Övriga medverkande
- Leif Carlquist
- Inger Öst (spår 7)

- Producent: Leif Carlquist
- Arrangemang: Valdemar Haijer och Leif Carlquist
- Ljudtekniker: Lennart Karlsmyr och Åke Grahn
- Inspelad i KMH studios, Stockholm under våren och sommaren 1976.